# Loria
Loria település Olaszországban, Veneto régióban, Treviso megyében. Lakosainak száma 9242 fő (2023. január 1.). Loria Castello di Godego, Mussolente, Riese Pio X, Rossano Veneto, San Martino di Lupari, San Zenone degli Ezzelini, Cassola és Galliera Veneta községekkel határos.

## Népesség
A település népességének változása:
| Lakosok száma | 9354 | 9358 | 9242 |
|               | 2017 | 2018 | 2023 |